# فيرفيو (إنديانا)
فيرفيو (بالإنجليزية: Fairview Park, Indiana)‏ هي بلدة أمريكية تقع في الولايات المتحدة في مقاطعة فيرميليون (إنديانا). يقدر عدد سكانها بـ 1,386 نسمة ومساحتها 2.28 كم2 وترتفع عن سطح البحر 156 متر.

## التركيبة السكانية
قام مكتب تعداد الولايات المتحدة بتحديد بيانات التركيبة السكانية لفيرفيو في تعداد الولايات المتحدة. في ما يلي، التركيبة السكانية حسب تعدادي 2000 و2010.

### تعداد عام 2000
بلغ عدد سكان فيرفيو 1,496 نسمة بحسب تعداد عام 2000، وبلغ عدد الأسر 634 أسرة وعدد العائلات 436 عائلة مقيمة في البلدة. في حين سجلت الكثافة السكانية 1,652.4 نسمة لكل ميل مربع (638.0/كم2). وبلغ عدد الوحدات السكنية 680 وحدة بمتوسط كثافة قدره 751.1 نسمة لكل ميل مربع (290.0/كم2).
وتوزع التركيب العرقي للبلدة بنسبة 96.66% من البيض و 0.13% من الأمريكيين الأصليين و 0.53% من الأمريكيين الأفارقة و 2.07% من عرقين مختلطين أو أكثر.
بلغ عدد الأسر 634 أسرة كانت نسبة 29.8% منها لديها أطفال تحت سن الثامنة عشر تعيش معهم، وبلغت نسبة الأزواج القاطنين مع بعضهم البعض 56.9% من أصل المجموع الكلي للأسر، ونسبة 9.3% من الأسر كان لديها معيلات من الإناث دون وجود شريك، وكانت نسبة 31.1% من غير العائلات. تألفت نسبة 26.7% من أصل جميع الأسر من أفراد ونسبة 9.5% كانوا يعيش معهم شخص وحيد يبلغ من العمر 65 عاماً فما فوق. وبلغ متوسط حجم الأسرة المعيشية 2.86، أما متوسط حجم العائلات فبلغ 2.36.
بلغ العمر الوسطي للسكان 40 عاماً. وكانت نسبة 22.4% من القاطنين تحت سن الثامنة عشر، وكانت نسبة 8.6% بين الثامنة عشر والأربعة وعشرون عاماً، ونسبة 27.4% كانت واقعةً في الفئة العمرية ما بين الخامسة والعشرون حتى والأربعة وأربعون عاماً، ونسبة 28.1% كانت ما بين الخامسة والأربعون حتى الرابعة والستون، ونسبة 13.5% كانت ضمن فئة الخامسة والستون عاماً فما فوق. يوجد لكل 100 أنثى 97.9 ذكر، ويوجد لكل 100 أنثى في الثامنة عشر من عمرها فما فوق 94.1 ذكر.
بلغ متوسط دخل الأسرة في البلدة 36,078 دولار، أما متوسط دخل العائلة فبلغ 43,542 دولار. وكان متوسط دخل الذكور 39,000 دولار مقابل 21,667 دولار للإناث. وسجل دخل الفرد الخاص بالبلدة 21,459 دولار. وكانت نسبة 8.2% من العائلات ونسبة 10.1% من السكان تحت خط الفقر، وكان من هؤلاء نسبة 14.4% تحت سن الثامنة عشر ونسبة 8.1% في الخامسة والستين من العمر وما فوق.

### تعداد عام 2010
بلغ عدد سكان فيرفيو 1,386 نسمة بحسب تعداد عام 2010، وبلغ عدد الأسر 609 أسرة وعدد العائلات 406 عائلة مقيمة في البلدة. في حين سجلت الكثافة السكانية 1,575.0 نسمة لكل ميل مربع (608.1/كم2). وبلغ عدد الوحدات السكنية 676 وحدة بمتوسط كثافة قدره 768.2 لكل ميل مربع (296.6/كم2).
وتوزع التركيب العرقي للبلدة بنسبة 98.2% من البيض و 0.1% من الأمريكيين الأصليين و 0.2% من الأمريكيين ذوي الأصول الآسيوية و 0.1% من سكان جزر المحيط الهادئ و 0.1% من الأمريكيين الأفارقة و 0.5% من عرقين مختلطين أو أكثر.
بلغ عدد الأسر 609 أسرة كانت نسبة 26.4% منها لديها أطفال تحت سن الثامنة عشر تعيش معهم، وبلغت نسبة الأزواج القاطنين مع بعضهم البعض 54.4% من أصل المجموع الكلي للأسر، ونسبة 9.2% من الأسر كان لديها معيلات من الإناث دون وجود شريك، بينما كانت نسبة 3.1% من الأسر لديها معيلون من الذكور دون وجود شريكة وكانت نسبة 33.3% من غير العائلات. تألفت نسبة 29.7% من أصل جميع الأسر من أفراد ونسبة 11.6% كانوا يعيش معهم شخص وحيد يبلغ من العمر 65 عاماً فما فوق. وبلغ متوسط حجم الأسرة المعيشية 2.78، أما متوسط حجم العائلات فبلغ 2.28.
بلغ العمر الوسطي للسكان 41.9 عاماً. وكانت نسبة 20.9% من القاطنين تحت سن الثامنة عشر، وكانت نسبة 7.7% بين الثامنة عشر والأربعة وعشرون عاماً، ونسبة 23.2% كانت واقعةً في الفئة العمرية ما بين الخامسة والعشرون حتى والأربعة وأربعون عاماً، ونسبة 31.2% كانت ما بين الخامسة والأربعون حتى الرابعة والستون، ونسبة 16.9% كانت ضمن فئة الخامسة والستون عاماً فما فوق. وتوزع التركيب الجنسي للسكان بنسبة 50.7% ذكور و49.3% إناث.